# Astrid M. Fünderich
Astrid Margarethe Fünderich (Düsseldorf, 27 settembre 1963) è un'attrice tedesca, attiva prevalentemente in campo televisivo.
In campo televisivo, ha partecipato - a partire dalla metà degli anni novanta ad una quarantina di differenti produzioni.
Tra i suoi ruoli principali, figurano quello dell'infermiera Ina nella serie televisiva Ciao dottore! (Hallo, Onkel Doc!, 1995-1998), quello della dott.ssa Katharina Winkler nella serie televisiva Faber l'investigatore (Der Fahnder, 1997-2001), quello di Viviane nella sit-com Mobbing-Girls (1998), quello di Eva Glaser  nella serie televisiva Die Cleveren (1998-2002), quello della Dott.ssa Ruth Hecker nella serie televisiva Sabine!! (2004-2005) e quello del Commissario Martina Seiffert nella serie televisiva Squadra Speciale Stoccarda (SOKO Stuttgart, 2009-...).

## Filmografia parziale

### Cinema
- Das erste Semester, regia di Uwe Boll (1994)
- Unter der Sonne (2006) - ruolo: la zia

### Televisione
- Ciao dottore! (Hallo, Onkel Doc!) - serie TV, 53 episodi (1995-1998) - ruolo: Infermiera Ina
- SK-Babies - serie TV, 1 episodio (1996) - commessa
- Die Gang - serie TV, 1 episodio (1997) - infermiera
- Die Feuerengel - serie TV, 6 episodi (1997) - Elke Grabowski
- Faber l'investigatore (Der Fahnder) - serie TV, (1997-2001) - Dott.ssa Katharina Winkler
- Twiggy - Liebe auf Diät - film TV (1998)
- Balko - serie TV, 1 episodio (1998) - Isabell
- Zerschmetterte Träume - Eine Liebe in Fesseln - film TV (1998)
- Mobbing Girls - serie TV, 13 episodi (1998) - Viviane
- Squadra Speciale Cobra 11 (Alarm für Cobra 11 - Die Autobahnpolizei) - serie TV, 3 episodi (1998) - Dott.ssa Hübner
- Die Cleveren - serie TV, 31 episodi (1998-2002) - Eva Glaser
- Polizeiruf 110 - serie TV, 1 episodio (2000) - Dott.ssa Ulla Müller-Bertram
- Guardia costiera (Küstenwache) - serie TV, 3 episodi (2000-2001) - Liv Osterhus
- Todeslust - film TV (2001) - Irene Mathes
- Die Frau, die Freundin und der Vergewaltiger - film TV (2001) - Therese Meltok
- Soko 5113 - serie TV, 1 episodio (2002)
- Squadra Speciale Cobra 11 - serie TV, [[Episodi di Squadra Speciale Cobra 11 (sesta stagione)#Corruzione [/Corsa contro il tempo]|1 episodio]] (2002) - Lea van Kerkhoven
- Wolff, un poliziotto a Berlino - serie TV, 1 episodio (2004) - Sabine Breitenbach
- Der Stich des Skorpion - film TV (2004) - Jutta
- Un caso per due (Ein Fall für zwei) - serie TV, 1 episodio (2004) - Vanessa Siebel
- Soko 5113 - serie TV, 1 episodio (2004) - Corinna Hübner
- Sabine!! - serie TV, 20 episodi (2004-2005) - Dott.ssa Ruth Hecker
- Tatort - serie TV, 1 episodio (2005) - Maximiliane Tausend
- Crazy Partners - film TV (2005) - psicologa
- Vanessa Kramer und der rote Skorpion - film TV (2005)
- Un caso per due - serie TV, 1 episodio (2005) - Dott.ssa Rebecca Tschorn
- Squadra Speciale Colonia (SOKO Köln) - serie TV, 1 episodio (2006) - Claudia Köhn
- Tatort - serie TV, 1 episodio (2006) - Stefanie Brückner
- Soko 5113 - serie TV, 1 episodio (2007) - Ruth Kaufmann
- In aller Freundschaft - serie TV, 4 episodi (2007-2009) - Katja Marquardt
- Finalmente arriva Kalle (Da kommt Kalle) - serie TV, 1 episodio (2008) - Stefanie Brückner
- SOKO Kitzbühel - serie TV, 1 episodio (2008) - Sabine Spindler
- Soko 5113 - serie TV, 1 episodio (2008) - Margitta Danninger
- Hamburg Distretto 21 - serie TV, 1 episodio (2009) - Angelika Brandhus
- Il commissario Herzog (Der Alte) - serie TV, 1 episodio (2009) - Liane Hartwich
- Un caso per due - serie TV, 1 episodio (2009) - Claudia Schroeder
- Soko 5113 - serie TV, 1 episodio (2009) - Cordula Bosch
- Squadra Speciale Stoccarda (SOKO Stuttgart) - serie TV (2009-presente) - Comm. Capo Martina Seiffert

## Doppiatrici italiane
- In Squadra Speciale Stoccarda, Astrid M. Fünderich è doppiata da Emanuela Baroni[4][5]